# Rotation (Medizin)

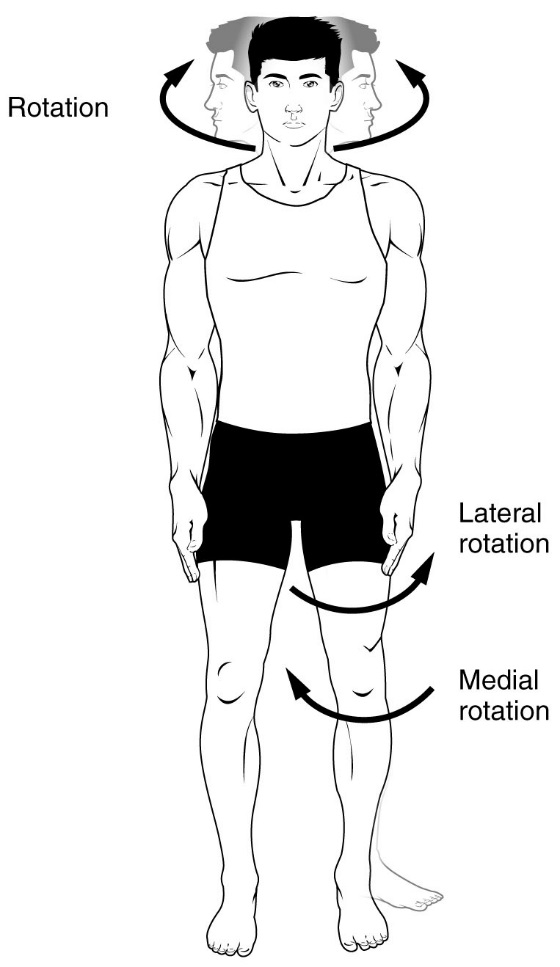
Rotation von Halswirbelsäule und unterer Extremität

Unter Rotation versteht man eine Drehbewegung um ein Rotationszentrum, als Rotation wird in der Medizin die Drehbewegung von Arm, Bein bzw. Wirbelsäule bezeichnet. Die Rotation ist im Vergleich zur Torsion kein statischer Zustand, sondern ein dynamischer Vorgang.
Bei Armen und Beinen unterscheidet man noch zwischen einer Außen- und Innenrotation. Bei Fuß und Hand setzt sich die Rotation aus anderen Einzelbewegungen zusammen und wird dann als Supination beziehungsweise Pronation bezeichnet.

## Rotation des Oberkörpers
Die Rotation des Oberkörpers findet hauptsächlich in der Brustwirbelsäule (BWS) statt. Aufgrund der Stellung der Gelenkflächen der Wirbelgelenke in der Lendenwirbelsäule (LWS) zueinander, ist die Rotationsmöglichkeit hier sehr stark eingeschränkt. Die Rotationsfähigkeit erhöht sich aber bei nach vorne geneigtem Oberkörper.

## Rotation des Beines
Rotationen sind in einem großen Umfang im Hüftgelenk möglich. Hier unterscheidet man zwischen einer Innen- und Außenrotation.
Auch der Unterschenkel kann rotieren. Dies ist aber nur bei gebeugtem (flektiertem) Kniegelenk möglich. Im gebeugten Zustand sind die Seitenbänder des Kniegelenks erschlafft und lassen diese Bewegung zu. Bei gestrecktem (extendiertem) Knie sind die Bänder allerdings gespannt und machen eine Bewegung unmöglich. Der Bewegungsumfang für die Rotation bei gebeugtem Knie beträgt für die Innenrotation etwa 10 ° und für die Außenrotation um 30–40 °.
Die Möglichkeit der Rotationsbewegung des Beines ist beim Gehen von Bedeutung. Hierbei rotiert das Becken um die Längsachse des Körpers. Auf der Seite des Schwungbeines dreht sich das Becken nach vorne, während es sich auf der Seite des Standbeines nach hinten bewegt. Mit dem Fersenauftritt wechselt diese Rotation. Das Becken dreht sich nun in die andere Richtung. Diese Drehungen finden bei am Boden fixiertem Fuß des Standbeines statt. Das Becken dreht sich also relativ zum Fuß. Diese Rotationsbewegungen werden durch die Gelenkkette des Beines bestehend aus Hüftgelenk, Kniegelenk und Sprunggelenk ermöglicht. Fällt eines der Gelenke z. B. durch Amputation oder Gelenkversteifung weg, so müssen die anderen Gelenke der Kette diesen Verlust kompensieren. Das kann zu Schäden führen. Bei einem versteiften Hüftgelenk wird das Kniegelenk stärkeren Drehbewegungen ausgesetzt, die zu stärken Belastungen der Seitenbänder und damit zu einem Wackelknie führen.